# オスレイス・イグレシアス
オスレイス・イグレシアス（Osleys Iglesias、1997年12月12日 - ）は、キューバのプロボクサー。ハバナ出身。

## 来歴

### アマチュア時代
2015年から2018年までのキューバ選手権で準優勝し、決勝で敗れた相手は全てアルレン・ロペスであった。また、2017年のタイ国際招待トーナメントでは、決勝でイスラエル・マドリモフに敗れ準優勝となった。

### プロ時代
2019年9月3日、ドイツ・ハンブルクのワーク・ユア・チャンプ・アリーナでプロデビュー戦を行い、1回1分5秒TKO勝ち。
2022年2月19日、ポーランド・ヴロツワフのハラ・オルビタでロベルト・ラーツとIBOユース世界スーパーミドル級王座決定戦を行い、1回2分25秒KO勝ちを収め王座獲得に成功した。
2022年5月27日、ポーランド・ルブリンのハラ・ゴブスでアイザック・チレンバとWBAインターコンチネンタル・IBOインターナショナルスーパーミドル級王座決定戦を行い、12回3-0の判定勝ちを収め両王座獲得に成功した。
2022年12月9日、ポーランド・グリヴィツェのグリヴィツェ・アリーナでアンドリー・ヴェリコフスキーとIBO世界スーパーミドル級王座決定戦を行い、10回58秒TKO勝ちを収め王座獲得に成功した。
2024年6月6日、ケベック州モントリオールのモントリオール・カジノでエフゲニー・シュヴェデンコと対戦し、1回2分48秒KO勝ちを収め2度目のIBO王座防衛に成功した。試合後、多くのメディアがこの勝利を2024年のノックアウト・オブ・ザ・イヤーの候補にノミネートした。
2024年11月7日、ケベック州]モントリオールのモントリオール・カジノでペトロ・イワノフと対戦し、5回40秒TKO勝ちを収め3度目のIBO王座防衛に成功した。

## 戦績
- プロボクシング：13戦 13勝 (12KO) 無敗

| 戦           | 日付           | 勝敗 | 時間     | 内容    | 対戦相手                     | 国籍           | 備考                                                                       |
| ------------ | -------------- | ---- | -------- | ------- | ---------------------------- | -------------- | -------------------------------------------------------------------------- |
| 1            | 2019年9月8日   | ☆    | 1R 1:05  | TKO     | マルハズ・スジャシビリ       | ジョージア     | プロデビュー戦                                                             |
| 2            | 2019年11月9日  | ☆    | 2R 0:23  | KO      | ラファエル・ベハラン         | ドミニカ共和国 |                                                                            |
| 3            | 2020年2月8日   | ☆    | 2R 1:18  | TKO     | ベルナール・ドンファック     | ドイツ         |                                                                            |
| 4            | 2021年12月11日 | ☆    | 1R 1:12  | TKO     | ラファエル・ソーサ・ピントス | ウルグアイ     |                                                                            |
| 5            | 2022年2月19日  | ☆    | 1R 2:25  | KO      | ロベルト・ラーツ             | スロバキア     | IBOユース世界スーパーミドル級王座決定戦                                    |
| 6            | 2022年5月27日  | ☆    | 12R      | 判定3-0 | アイザック・チレンバ         | マラウイ       | WBAインターコンチネンタル・IBOインターナショナルスーパーミドル級王座決定戦 |
| 7            | 2022年9月24日  | ☆    | 1R 2:05  | KO      | エゼキエル・マデルナ         | アルゼンチン   |                                                                            |
| 8            | 2022年12月9日  | ☆    | 10R 0:58 | TKO     | アンドリー・ヴェリコフスキー | ウクライナ     | IBO世界スーパーミドル級王座決定戦                                          |
| 9            | 2023年10月7日  | ☆    | 4R 2:01  | KO      | アルトゥール・レイス         | ドイツ         | IBO防衛1                                                                   |
| 10           | 2024年3月7日   | ☆    | 1R 2:07  | KO      | マルセロ・コセレス           | アルゼンチン   |                                                                            |
| 11           | 2024年6月6日   | ☆    | 1R 2:48  | KO      | エフゲニー・シュヴェデンコ   | ロシア         | IBO防衛2                                                                   |
| 12           | 2024年7月17日  | ☆    | 2R 1:16  | TKO     | セナ・アグベコ               | ガーナ         |                                                                            |
| 13           | 2024年11月7日  | ☆    | 5R 0:40  | TKO     | ペトロ・イワノフ             | ウクライナ     | IBO防衛3                                                                   |
| テンプレート |                |      |          |         |                              |                |                                                                            |

## 獲得タイトル
- IBOユース世界スーパーミドル級王座
- WBAインターコンチネンタルスーパーミドル級王座
- IBOインターナショナルスーパーミドル級王座
- IBO世界スーパーミドル級王座